# Один фунт стерлінгів (монета)
Монета номіналом один фунт стерлінгів — монета Великої Британії, що випускається з 21 квітня 1983 року. Монета виготовляється із мідно-нікелеве-цинкового сплаву (70 % — мідь, 24.5 % цинк, 5.5 % нікель), діаметром 22.5 мм. та вагою 9.5 г.
Рішення про випуск монети було оголошено британським урядом влітку 1981 року, монета мала замінити собою банкноту аналогічного номіналу. На аверсі зображена королева Єлизавета II. На реверсі емблеми, що символізують складові частини Великої Британії: Шотландію, Уельс, Північну Ірландію та Англію.
Станом на березень 2014 року в обігу знаходилось 1553 млн. монет. В 2017 році представлено нову монету у формі правильного дванадцятикутника.